# 伊格里茨科耶农村居民点
伊格里茨科耶农村居民点（俄语：Игрицкое сельское поселение）是俄罗斯联邦布良斯克州科马里奇区所属的一个农村居民点。其下辖有12个居民点，行政中心为博布里克。据2015年统计，该农村居民点的人口为1417人。